# Moerasrozemarijn
Moerasrozemarijn (Rhododendron groenlandicum) (basioniem: Ledum groenlandicum) is een plant uit de heidefamilie (Ericaceae). In Noord-Amerika, waar de soort van nature voorkomt, wordt de plant 'Marsh Labrador Tea', 'Northern Labrador Tea' of 'Wild Rosemary' genoemd. 
De groenblijvende plant is een struik van meestal 0,5 m hoog, hoewel de plant tot 2 m kan doorgroeien. De plant komt onder meer voor in de noordelijke staten van de Verenigde Staten, in Canada en op Groenland. In Scandinavië en andere delen van Europa komt de sterk gelijkende soort Rhododendron tomentosum met dezelfde Nederlandse naam voor.
De bladeren zijn 2-6 × 0,3-1,5 cm groot. Ze zijn aan de onderzijde roodbruin, behaard en aan de rand naar beneden gerold. Hierin verschilt de soort van Rhododendron neoglandulosum. De bloemen zijn circa 1 cm groot, sterk geurend en kleverig. Ze groeien in bolvormige clusters en bloeien in mei en juni.

## Ecologie
De plant is waardplant voor de larven van Syngrapha microgamma nearctica en Syngrapha montana. Ze groeien van nature in venen en vochtige bossen.

## Gebruik
In Noord-Amerika wordt de soort gebruikt voor de vervaardiging van kruidenthee.